# Liste der Monuments historiques in Vilosnes-Haraumont
Die Liste der Monuments historiques in Vilosnes-Haraumont führt die Monuments historiques in der französischen Gemeinde Vilosnes-Haraumont auf.

## Liste der Objekte
| Bezeichnung                                 | Beschreibung               | Standort                                       | Kennzeichnung | Schutzstatus | Datum | Bild |
| ------------------------------------------- | -------------------------- | ---------------------------------------------- | ------------- | ------------ | ----- | ---- |
| Epitaph für Nicolas de Chamisso de Vilosnes | Kalkstein, bezeichnet 1542 | in der Kapelle Notre-Dame-des-Naufrages (Lage) | PM55002546    | Inscrit      | 1996  |      |